# Bobi Andonov
Bobi Andonov (en macedonio: Боби Андонов) (28 de agosto de 1994) es un cantante de pop / rock / soul, compositor, productor y modelo de origen macedonio nacido en Australia.

## Primeros años e inicios de carrera
Bobi Andonov comenzó a actuar desde los 6 años, cuando empezó a bailar y cantar en su ciudad natal, Melbourne, Australia, luego a la edad de 9 años, interpretó a Danny en una producción Junior de Grease. Su tía, dándose cuenta de su talento, lo animó a audicionar para la producción de Disney The Lion King y Andonov fue seleccionado a partir de 3000 solicitantes para ser uno de los cuatro Simba jóvenes en Melbourne, Sídney y Shanghái.

## Carrera
Desde el Festival de Eurovisión Junior 2008, Andonov ha estado componiendo y grabando canciones para un próximo EP, Jericho Azul. Ha atraído la atención de los Medici Música y ha grabado dos canciones lanzadas en 2010. Ese mismo año, con apenas 16 años de edad, entró en Australia´s Got Talent, los tres jueces quedaron impresionados con su gran voz. Él también lanzó en YouTube un video de su propio arreglo de la canción Tonic. YouTube ha sido un gran indicador de la popularidad de Andonov hasta alcanzar más de 500.000 accesos a varios canales diferentes. En 2010, conoció a la superestrella de R & B, Usher con la ayuda del gurú de la música, Molly Meldrum que voló a Sídney para reunirse con él, Andonov tiene una gran base de fanes en toda Europa. Con su gira promocional de Europa en 2010, seguido por las fechas de conciertos en 2011. Andonov ha entrado recientemente en el mundo del modelaje. 
En 2014, colaboró como compositor de la canción «Born to Run» incluida en el álbum Forget the World de Afrojack.
También es conocido como BOBI, Drella o El Marido del Pueblo.